# Code universel
 (mars 2023).
Si vous disposez d'ouvrages ou d'articles de référence ou si vous connaissez des sites web de qualité traitant du thème abordé ici, merci de compléter l'article en donnant les références utiles à sa vérifiabilité et en les liant à la section « Notes et références ».
En compression de données, un code universel est un code préfixe dont les mots ont une longueur dont l'espérance mathématique ne dépasse pas celle de la longueur des mots du code optimal à un facteur constant près.

## Exemples

### Codes universels
Les codages gamma, delta et omega d'Elias, les codages Zeta, de Fibonacci, de Levenshtein, d'Even-Rodeh produisent des codes préfixes et universels.

### Codes non universels
Les codages unaire, de Rice et de Golomb produisent des codes préfixes non universels.